# ナイト・トゥ・ミュージック
『ナイト・トゥ・ミュージック』（原題：Set the Night to Music）は、アメリカ合衆国のR&B歌手ロバータ・フラックが1991年に発表したスタジオ・アルバム。

## 背景
タイトル曲は、ダイアン・ウォーレンが1987年にスターシップに提供した曲のカヴァーで、マキシ・プリーストがフィーチャリング・ゲストとして参加した。「サムシング・ユア・ハート・ハズ・ビーン・テリング・ミー」はベット・ミドラーの未発表曲のカヴァーで、結果的にはフラックのヴァージョンが初出となり、ミドラーが1984年に残したデモ録音は、2008年発売のベスト・アルバム『Jackpot! The Best Bette』に初収録された。
「アンフォゲッタブル」はナット・キング・コールの歌唱で知られる曲のカヴァー。フラックは当初、ナット・キング・コールのカヴァーだけで固めたアルバムの制作も考えていたが、同時期にナットの娘ナタリー・コールがトリビュート・アルバムの制作を進めていたことから、方向性を変えることにしたという。

## 反響・評価
本作はBillboard 200で110位を記録。本作からの第1弾シングル「ナイト・トゥ・ミュージック」はBillboard Hot 100で6位、『ビルボード』のアダルト・コンテンポラリー・チャートで2位、R&B／ヒップホップ・チャートで45位を記録し、フラックにとって13年振りの全米トップ10ヒットとなった。また、1992年には「ユー・メイク・ミー・フィール・ブランド・ニュー」がR&B／ヒップホップ・チャートで50位を記録している。
Rob Theakstonはオールミュージックにおいて5点満点中3点を付け「フェンダー・ローズやグランド・ピアノの温かみのある音色ではなく、洗練されたシンセサイザーに重点が置かれており、音作りの姿勢や楽器の選び方に関しては少々古臭い感じを受けるが、全体的には強力なアルバムで、フラックの上質かつ唯一無比の声が口当たりの良い手法で提供されている」と評している。

## 収録曲
1. ウェイティング・ゲーム "The Waiting Game" (Claude Gaudette, Alan Roy Scott) – 4:39
2. ナイト・トゥ・ミュージック "Set the Night to Music" (Diane Warren) – 5:23
3. ホエン・サムワン・テアーズ・ユア・ハート・イン・トゥ "When Someone Tears Your Heart in Two" (Bob Gaudio, Madeline Stone) – 4:06
4. サムシング・ユア・ハート・ハズ・ビーン・テリング・ミー "Something Your Heart Has Been Telling Me" (Bette Midler, Robert Kraft, Barry Reynolds) – 4:55
5. ユー・メイク・ミー・フィール・ブランド・ニュー "You Make Me Feel Brand New" (Thomas Bell, Linda Creed) – 5:02
6. アンフォゲッタブル "Unforgettable" (Irving Gordon) – 4:59
7. サマータイム "Summertime" (Sharon Robinson, Leonard Cohen) – 4:23
8. ナチュラル・シング "Natural Thing" (Jerry Barnes, Katreese Barnes) – 4:39
9. マイ・フーリッシュ・ハート "My Foolish Heart" (Ned Washington, Victor Young) – 4:41
10. フレンド "Friend" (J. Barnes, K. Barnes) – 3:00
11. オールウェイズ "Always" (Irving Berlin / Closing verse written by Roberta Flack and Barry Miles) – 4:36

## 参加ミュージシャン
- ロバータ・フラック - ボーカル、バックグラウンド・ボーカル
- クインシー・ジョーンズ - ラップ(#1)
- マキシ・プリースト - ボーカル(#2)
- マーク・スティーヴンス - ボーカル(#6)、バックグラウンド・ボーカル(#3, #5, #8)
- スティーヴ・スキナー - キーボード(#1, #4, #8)、プログラミング(#1, #4)、ドラム・プログラミング(#8)
- ジョー・マーディン - キーボード(#1, #3, #4, #7, #9, #10, #11)、プログラミング(#1, #3, #4, #7, #9, #10, #11)、シンセベース(#3, #9)
- ロビー・コンドー - キーボード(#2, #6, #11)、プログラミング(#2, #6, #11)
- デイヴ・レボルト - キーボード(#5)、プログラミング(#5)
- レジー・グリフィン - キーボード(#8)、プログラミング(#8)、ドラム・プログラミング(#8)、バックグラウンド・ボーカル(#8, #9)
- キース・バーンハート - キーボード(#9)、プログラミング(#9)
- グレッグ・フィリンゲインズ - キーボード(#9, #10)
- サミー・メレンディノ - ドラム・プログラミング(#1, #2)
- ジョン・マホニー - シンクラヴィア・プログラミング(#1)
- エロール・ベネット - パーカッション(#2)
- ロビー・ブキャナン - ピアノ(#3)
- マイケル・オライリー - ギター(#4)
- アンディ・スニッツァー - テナー・サクソフォーン(#4, #6, #9)
- ロブ・パパロッツィ - ハーモニカ(#6)
- ジェリー・バーンズ - ベース(#10)、バックグラウンド・ボーカル(#1, #2, #4, #5, #8, #9, #10)
- カトリース・バーンズ - ソプラノ・サクソフォーン(#4)、アルト・サクソフォーン(#8)、バックグラウンド・ボーカル(#1, #2, #4, #5, #8, #9, #10)
- タワサ・アジー - バックグラウンド・ボーカル(#4, #5, #7)
- レイチェル・カペリ - バックグラウンド・ボーカル(#4, #5, #6, #9)
- フォンジ・ソーントン - バックグラウンド・ボーカル(#4, #5)
- パティ・オースティン - バックグラウンド・ボーカル(#6)
- ラニ・グローヴス - バックグラウンド・ボーカル(#6, #7)
- シンディ・ミゼル - バックグラウンド・ボーカル(#9)